# Can Segrer
Can Segrer és una obra del municipi de Fogars de la Selva (Selva) inclosa en l'Inventari del Patrimoni Arquitectònic de Catalunya.

## Descripció
Es tracta d'un edifici de planta rectangular, dues plantes i coberta de doble vessant a laterals situat en un turó amb vistes a Hostalric. La casa conserva, davant de la façana, una gran era de batre enrajolada (25 metres de diàmetre) i murada, en molt bon estat de conservació.
La façana, estranyament orientada a ponent, està arrebossada, encara que mostra part del seu aparell de maçoneria, les carenes cantoneres i els marcs de les finestres de pedra. Els elements més cridaners són els diferents emmarcaments de les obertures, ja siguin finestres o portals. Pel que fa a la façana, destaca el portal adovellat de mig punt amb grans dovelles de granit i el finestral de sobre el portal, amb un arc conopial de cinc arquets interiors i decoració floral i geomètrica en baix relleu als intradossos, a la línia d'impostes i als ampits. Al costat esquerre de la casa, a la segona planta, hi ha una altra finestra amb una llinda rellevant. Es tracta d'un altre arc conopial amb tres arquets horitzontals. A la façana sud també hi ha altres finestres amb llindes i ampits treballats.
A la part posterior hi ha un cobert, nous finestrals i dos garatges de recent construcció i a la façana nord hi ha tres contraforts per reforçar la façana en una zona de fort pendent.
El ràfec de la teulada, a la façana, està format per tres fileres, dues de rajola plana i una de rajola amb forma de dent de diamant. A les façanes laterals, els ràfecs són de dues fileres de teula.

## Història
La datació de la casa situa entre els segles xvi i xvii però la documentació familiar es pot remuntar fins a la baixa Edat Mitjana.